# Liste der Monuments historiques in Beurlay
Die Liste der Monuments historiques in Beurlay führt die Monuments historiques in der französischen Gemeinde Beurlay auf.

## Liste der Bauwerke
| Bezeichnung          | Beschreibung              | Standort | Kennzeichnung | Schutzstatus | Datum | Bild           |
| -------------------- | ------------------------- | -------- | ------------- | ------------ | ----- | -------------- |
| Kirche Ste-Madeleine | Erbaut im 12. Jahrhundert | (Lage)   | PA00104618    | Inscrit      | 1977  | weitere Bilder |

## Liste der Objekte
| Bezeichnung            | Beschreibung                                         | Standort                           | Kennzeichnung | Schutzstatus | Datum | Bild |
| ---------------------- | ---------------------------------------------------- | ---------------------------------- | ------------- | ------------ | ----- | ---- |
| Liturgische Bekleidung | Kasel, Stola, Manipel, Burse; Stoff, 19. Jahrhundert | in der Kirche Ste-Madeleine (Lage) | PM17000625    | Classé       | 1994  |      |